# جيولوجيا الأردن

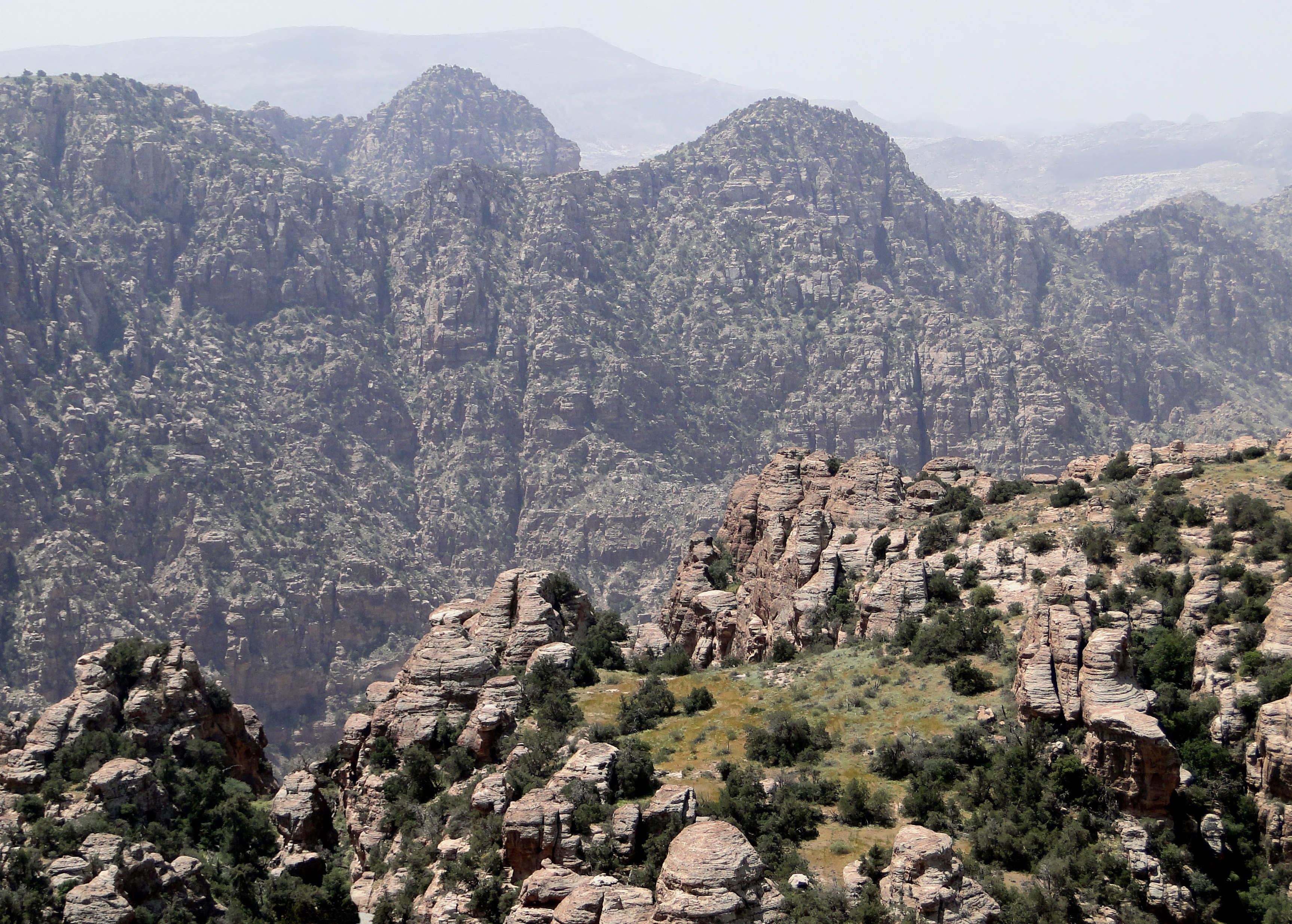
تعرية جروف الحجر الرملي في محمية ضانا للمحيط الحيوي.

تتضمن جيولوجيا الأردن تسلسلات رسوبية سميكة من الحجر الرملي والطيني والتبخرات فوق الصخور البركانية البلورية القديمة من العصر ما قبل الكامبري والصخرية المتحولة.
تقع في جنوب الأردن صخور بركانية محتولة عمرها أكثر من 600 مليون سنة، وهي صخور نشأت أصلاً في الدرع العربي النوبي.
تقع أقدم الصخور المكشوف على السطح بالأردن في جنوب وادي العربة وتعود إلى دهر الطلائع تشمل التدخلات الصخرية في قبو ما قبل العصر الكمبري في منطقة الجنوب كل من الأبليت، الديوريت، الغابرو والجرانوديوريت. ويزداد عدد السدود في صخور ما قبل الكمبري من الشرق إلى الغرب.

## عصر ما قبل الكامبري

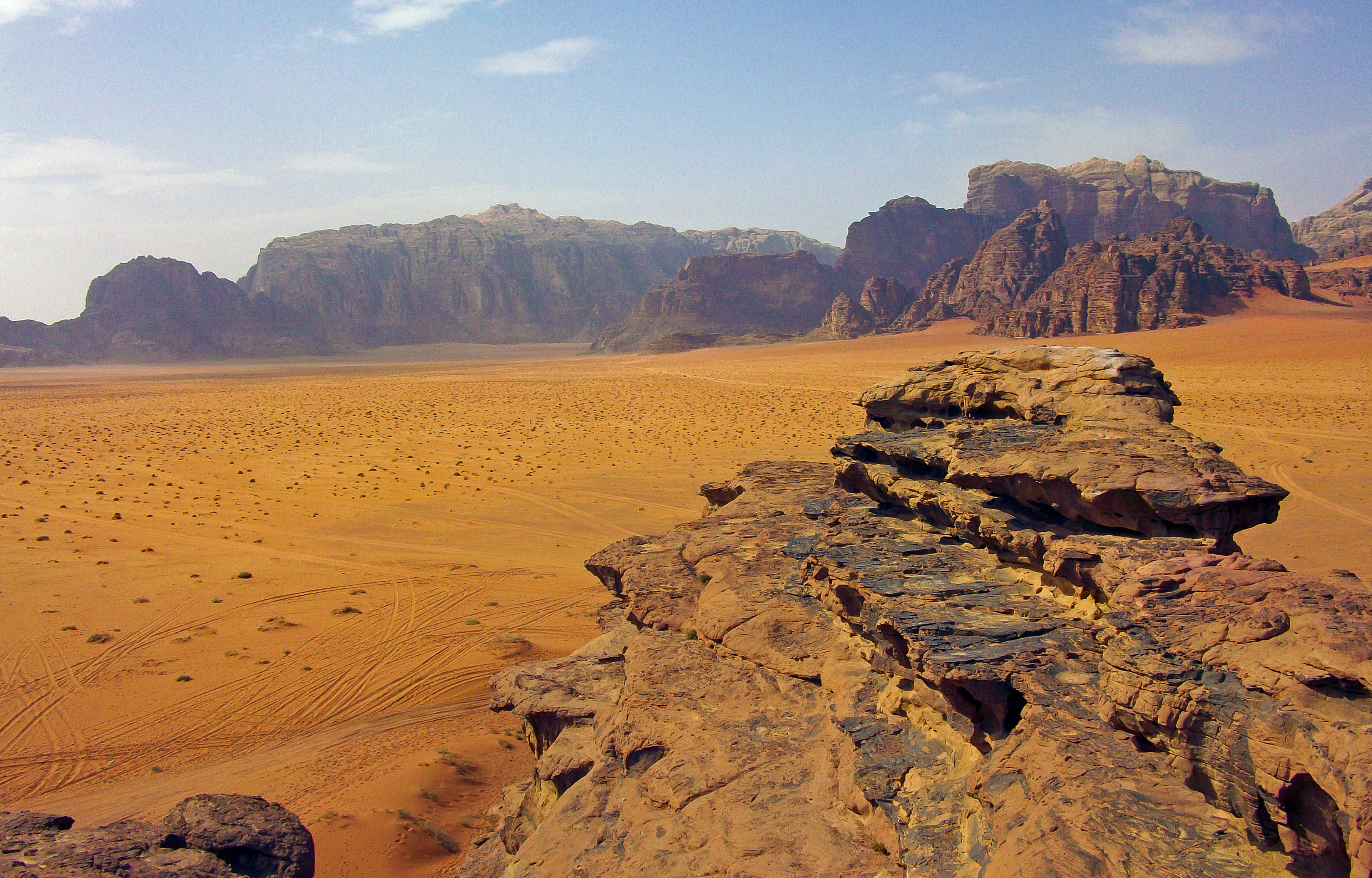
كشفت التعرية في وادي رم عن صخور بلورية من عصر ما قبل الكامبري، كانت قبل مئات ملايين السنين جذوراً لجبال شاهقة.

تكونت الأجزاء القديمة من سطح الأردن الحالي في عصر ما قبل العصر الكمبري، وهي عبارةٌ عن سهل بلوري تكوّن على عمقٍ بسيط نسبياً تحت سطح الأرض، يُقدَّر بما بين 10 كيلومترات إلى 15 كيلومتراً، وكانت هذه الصخور في الماضي جزءاً من قارة رودينيا التي تفكّكت قبل نحو 900 ميلون عام. ويعتقد أن هذه الصخور القديمة، التي تكثرُ في جنوب الأردن، كانت في الماضي سفوحاً لجبالٍ عظيمة ربّما وصل ارتفاعها إلى كيلومترات عدّة، على أن عوامل التعرية نحتتها على مرّ مئات ملايين السنين حتى لم تبقَ منها إلا جذورها.
وأما الأجزاء الجنوبية الشرقية من الأردن (حول البحر الأحمر) فإنها تكوّنت بالأصل من الدرع العربي النوبي (أو من قارة غندوانا سابقاً)، وهي مُكوّنة من صخور الجرانيت والنايس المتحولة. وتظهر هذه الصخور (التي تشوبها خطوط سوداء وبيضاء فتعطيها شكلاً مميزاً) على جانبي «وادي اليتم»، وهو وادٍ يمتدّ من شواطئ خليج العقبة إلى سهل مُكوّن في العصر ما قبل الكامبري ينتهي إلى وادي رم ومنطقة القويرة. ويتكوّن هذا السهل من صخور بلورية جرانيتية، وهي تتألف في معظمها من معادن الفلسبار والكوارتز والميكا.
يظنّ علماء الجيولوجيا أن الصخور البلورية قبل الكامبرية في جنوب الأردن كُشِفَت على السطح أثناء تكون البحر الأحمر قبل عشرات ملايين السنين. فقد تكوّن البحر الأحمر من صدع بين صفيحتين تكتونيتين، إذ إن بعض أجزاء الصفحتين قد ارتفعت قبل تكوّن الصدع فبرزت جبالٌ تقع حالياً في جنوب الأردن وشمال غرب السعودية وجنوب شرق مصر والسودان. وقد تعرَّضت هذه الجبال للتعرية -كما سلفَ- فلم تبقَ إلا جذورها، ممَّا كشفَ عن صخورها الأصلية القديمة (التي تعودُ إلى ما قبل الكامبري) في وادي رم ووادي اليتم. ولعلَّ هذه الصخور تكوَّنت في زمن كان كوكب الأرض فيه بارداً، وأما ما أسفله من صخور كامبرية فقد تكوَّنت في عهد دافئ.

## حقبة الحياة الحديثة
انتقلت بعض الكائنات البحرية بين العصرين الميوسيني والبليوسيني من نقطة يعتقد أنها البحر الأبيض المتوسّط إلى البحر الأحمر عبر أخدود وادي الأردن، حتى وصلت إلى صبة البازلة في جبل الدروز.